# Египетский мангуст
Еги́петский мангу́ст, или фарао́нова кры́са, или фарао́нова мышь, или ихневмо́н (лат. Herpestes ichneumon) — вид животных рода мангусты (Herpestes); известен как священное животное древних египтян. Уже Геродот говорил, что в каждом городе ихневмона бальзамировали и погребали в священных местах. В Египте живёт по берегам рек и в густых тростниках, окружающих поля. Вне Африки обитает на Синайском полуострове, юго-востоке Турции, а также в Израиле, Ливане. Пища — мелкие млекопитающие и частично растительная. Иногда мангусты разоряют оставленные без внимания гнёзда крокодилов (за что египтяне их и почитали).
Название «ихневмон» происходит от др.-греч. ἰχνεύμων, что значит «сыщик, следопыт» (ἴχνος — след).

## Ихневмон в культуре
В средневековых греческих и латинских сборниках сведений о животных и каменьях «Физиоло́г» ихневмон представлялся как «зверь — противник крокодила». Победа ихневмона над крокодилом подавалась как аллегория победы Иисуса Христа над дьяволом.
В русской культуре ихневмон был заимствован из «Физиологов». В. К. Тредиаковский в поэме «Феоптия» (1753) показал ихневмона как зверя, пробирающегося в нутро спящего крокодила, выедающего ему печень и проедающего путь наружу, тем самым убивая чудовище. Также ихневмон в этом произведении сознательно разыскивает крокодильи яйца, чтобы не допустить расплода.